# Marin Tomasov
Marin Tomasov (ur. 31 sierpnia 1987 w Zadarze) – chorwacki piłkarz grający na pozycji pomocnika, wychowanek klubu NK Zadar. Od 2018 roku zawodnik kazachskiego FK Astana.